# Lernanthropus brevis
Lernanthropus brevis is een eenoogkreeftjessoort uit de familie van de Lernanthropidae. De wetenschappelijke naam van de soort is voor het eerst geldig gepubliceerd in 1879 door Richiardi.